# Załuże (obwód iwanofrankiwski)
Załuże (ukr. Залужжя) – wieś na Ukrainie w rejonie rohatyńskim obwodu iwanofrankiwskiego, nad Gniłą Lipą.
Południową część wsi stanowi dawniej samodzielna wieś Sołoniec.